# Upirngiviaaluk
Upirngiviaaluk, tidigare benämnd Emma Island, är en ö i Kanada.   Den ligger i territoriet Nunavut, i den östra delen av landet, 2 000 km norr om huvudstaden Ottawa. Arean är 13,3 kvadratkilometer.
Terrängen på Upirngiviaaluk är lite kuperad. Öns högsta punkt är 186 meter över havet. Den sträcker sig 3,2 kilometer i nord-sydlig riktning, och 6,8 kilometer i öst-västlig riktning.